# Prima bătălie de la Schooneveld
Prima bătălie de la Schooneveld a avut loc la 7 iunie 1673 (S.V. 28 mai) între flota neerlandeză comandantă de Michiel de Ruyter și flota aliată anglo-franceză condusă de Prințul Rupert de Rin, în cadrul celui de-Al Treilea Război Anglo-Neerlandez (1672-1674), care făcea parte el însuși din Războiul Franco-Neerlandez (1672-1678). Această bătălie a fost urmată după numai o săptămână de A doua Bătălie de la Schooneveld și împreună cu ultima mare bătălie navală din anul 1673, Bătălia de la Texel din luna august, au salvat Provinciile Unite de o invazie marină anglo-franceză.

## Context
Invazia armatei lui Ludovic al XIV-lea a fost oprită în Provinciile Unite de Bariera de Apă Neerlandeză, o inundare intenționată a unei mari suprafețe agricole din provinciile Utrecht și Olanda, între laguna Zuiderzee și fluviul Rin. În timpul iernii încercarea armatei franceze de a trece bariera înghețată a fost oprită prin eforturile trupelor de marinari pe schiuri comandate de amirali ai flotei neerlandeze.  Prin urmare, pentru anul 1673 aliații anglo-francezi au întocmit planurile unei invazii pe calea mării în provinciile maritime Olanda și Zeelanda, ocolind astfel Bariera de Apă.
Michiel de Ruyter a fost numit în februarie 1673 Locotenent-Amiral-General al flotei neerlandeze și a plănuit să blocheze grosul flotei engleze pe Tamisa scufundând nave cu balast în cele mai înguste canale, pentru ca apoi să se ocupe la discreție de restul escadrelor engleze.  Flota neerlandeză fusese între timp slăbită de recrutarea unei treimi din echipaje în armata de uscat și de absența navelor Amiralității din Friesland, provincie care a fost invadată de Prințul Episcop de Münster și care își deviase toate resursele pentru apărarea pe uscat.
La începutul lunii mai 1673 De Ruyter a ridicat ancora și s-a îndreptat spre Tamisa cu o flotă alcătuită doar din 31 nave de linie, 12 fregate, 18 nave incendiare și alte nave auxiliare, alături de 8 nave comerciale umplute cu balast.  Amiralitatea din Friesland nu a trimis nici o navă, cea din Zeeland a reușit să pregătească doar câteva nave la timp, majoritatea navelor neerlandeze aparținând celor trei Amiralități din provincia Olanda (Maas, Amsterdam și Noorder Quarter).
Dar englezii au ieșit în larg cu forțe superioare chiar înainte de executarea acestei operațiuni iar De Ruyter s-a retras la 15 mai la ancorajul de la Schooneveld, apele costiere pline de bancuri de la gura fluviului Schelde, lângă insula Walcheren, pentru a îi împiedica pe aliați să creeze o superioritate navală necesară transportării și debarcării forței de 10.000 de soldați care se adunau la Yarmouth.
Bazinul Schooneveld se afla între două bancuri de nisip din largul coastelor Flandrei și Zeelandei, la 15 mile nautice Vest de portul neerlandez Vlissingen și Insula Walcheren, oferind o cale liberă spre estuarele fluviilor Schelde și Maas. Cu adâncimi de peste 5 stânjeni, Schooneveld oferea un bun loc de ancorat și de asemenea o poziție optimă pentru a supraveghea gurile Tamisei și strâmtoarea Dover.  Vânturile predominante dinspre Sud-Vest ofereau posibilitatea flotei de a se deplasa rapid spre Nord de-a lungul coastei Olandei. Schooneveld a fost folosit în toate războiele Republicii ca principalul ancoraj și punct de concentrare al flotei neerlandeze. În Anglia și Franța era cunoscut ca  “gaura lui De Ruyter” sau ca  “fortul dintre bancuri”  al lui. În august 1666 De Ruyter salvase flota neerlandeză după Bătălia de Două Zile retrăgându-se la Schooneveld iar în iunie 1667 folosise acest ancoraj ca punct de plecare al Expediției de la Medway.
Una din caracteristicile atractive ale bazinului Schooneveld era inconstanța, bancurile și malurile continuând să se miște mereu. Hărțile contemporane erau foarte imprecise și doar neerlandezii, care navigau mereu în zonă, cunoșteau poziția exactă a bancurilor mișcătoare. Inamicii considerau Schooneveld ca fiind foarte înșelător și probabil că exagerau pericolele din el, ceea ce îl făcea și mai atractiv pentru De Ruyter.
La 12 mai Prințul Rupert a ridicat ancora de la Nore cu aproximativ 40 nave de linie iar la 20 mai a trecut la Vest de Dungeness făcând joncțiunea cu escadra franceză a Contelui d’Estrées de 27 nave de linie și cu alte 5 nave engleze din Portsmouth la 26 mai. În aceiași zi regele Carol al II-lea și fratele său, Ducele de York, au vizitat flota anglo-franceză la Rye iar Consiliul de Război a decis să atace flota neerlandeză aflată la Schooneveld. La 31 mai Rupert a raliat navele nou echipate pe Tamisa iar la 1 iunie a ridicat ancora îndreptându-se spre coasta neerlandeză. La 2 iunie a ancorat la 9 mile Sud-Vest de flota lui De Ruyter.
Între timp la Schooneveld De Ruyter a fost raliat de Tromp și alte nave ale Amiralităților din Amsterdam și Noorder Quartier. Cornelis Tromp și De Ruyter, fiind certați încă din 1666 din Bătălia de Două Zile, au fost împăcați sub presiunea Prințului de Orania iar cel dintâi a fost restaurat în funcția de Locotenent-Amiral de Amsterdam. La 30 mai delegații stadhouderului și ai Statelor-Generale au venit la bordul navei amiral a lui De Ruyter, De Zeven Provinciën (“Cele Șapte Provincii”). De Ruyter a citit căpitanilor săi adunați într-un Sfat de Război un mesaj de la stadhouder, informându-i că erau nu numai campionii țării lor ci ai întregii Creștinătăți și că pentru orice laș “porturile Provinciilor Unite vor fi cele mai puțin sigure pentru că nu vor scăpa de mâna severă a Justiției, nici de blestemul și ura compatrioților lor”. De asemenea a fost adoptat planul de a rămâne la Schooneveld până când inamicul ori va ataca ori va încerca desantul, în ambele cazuri urmând să contraatace cu cea mai mare vigoare.
La 1 iunie flota neerlandeză a ridicat velele și a exersat toată ziua. După terminarea manevrelor, comandatul-șef și ofițerii amirali au fost oaspeții lui Tromp pe nava sa amiral, Gouden Leeuw (“Leul de Aur”). În timpul mesei au sosit primele rapoarte despre apropierea flotei anglo-franceze. 

## Desfășurarea bătăliei
Flota aliată anglo-franceză cuprindea 76 nave de linie cu 4.812 tunuri și 10 fregate, plus alte nave auxiliare totalizând peste 130 vele. Comanda supremă o deținea Prințul Rupert al cărui steag flutura la bordul noului Royal Charles (100 tunuri) în cadrul Escadrei Roșii amplasată în avangarda flotei.  Navele franceze formau Escadra Albă în centru, contele d’Estrées având steagul pe Reine (104 tunuri) în timp ce restul navelor engleze erau grupate în Escadra Albastră în ariergardă sub comanda lui Sir Edward Spragge, pe Royal Prince (100 tunuri).
Flota neerlandeză era alcătuită doar din 52 nave de line cu 3.171 tunuri și 12 fregate, împreună cu navele auxiliare atingând aproximativ 100 de vele. Și ea era împărțită în trei escadre comandate de Cornelis Tromp pe Gouden Leeuw (82 tunuri) în avangardă, Aert Jansse van Nes pe Eendracht (72 tunuri) sub supravegherea directă a lui Michiel de Ruyter pe Zeven Provincien (80 tunuri) în centru și de Adriaen Banckert pe Walcheren (70 tunuri) în ariergardă. Datorită marii inferiorități numerice de 2 la 3, flota neerlandeză a fost botezază Kleen hoopken (Mica speranță).
Deoarece amiralii anglo-francezi credeau că De Ruyter nu va primi lupta și va fugi la Vlissingen sau la Hellevoetsluis, au hotărât să trimită înainte o escadră de nave mai ușoare pentru a împiedica retragerea flotei neerlandeze și a o încetini până puteau sosi navele mai grele. Această escadră cuprindea aproximativ 30 nave selectate din fiecare escadră aliată care puteau manevra mai ușor peste bancuri.
La 2 iunie Rupert a considerat că a așteptat destul și a început să se apropie de flota neerlandeză dar vântul a căzut brusc și ambele flote au ancorat din nou. Spre seară a izbucnit o furtună puternică cu vânturi dinspre Sud-Vest și a durat patru zile.
La 7 iunie vremea s-a îmbunătățit și cu vântul suflând dinspre Nord-Vest Prințul Rupert a ordonat atacul, corpul special de nave ușoare deschizând calea la aproximativ o milă înaintea Escadrei Roșii. De Ruyter i-a surprins pe aliați prin acceptarea luptei în locul retragerii spre Vlissingen. Cu escadra sa aflată puțin mai în vânt, Tromp a format o linie la babord de escadra lui De Ruyter iar Banckert venea la urmă. Reacția lui De Ruyter nu a fost prevăzută de Rupert care nu a mai putut chema înapoi navele detașate avansat. Majoritatea acestora au intrat în luptă împotriva escadrei lui Tromp, care a fost atacat și de Escadra Roșie a lui Rupert. Însă toată această superioritate numerică a anglo-francezilor în avangardă a creat mai multă confuzie decât avantaj, multe dintre navele aliate avansate intrând în luptă dezordonat și neputând să tragă cu tunurile din cauza altora care le blocau calea.
Lupta a început de la distanță lungă pe la ora 13:00, deși pare ciudat că a fost nevoie de atât de mult timp să fie străbătute cele vreo 9 mile sau mai puține care separau cele două flote. Neerlandezilor li s-au părut că aliații au adoptat o formație în semilună, dar asta se datora probabil faptului că Rupert și Spragge s-au apropiat mai repede decât d’Estrées în centru. Oricum, cu De Ruyter oarecum sub vânt față de Tromp și cu Banckert puțin sub vânt și el față de centru, abia la ora 14:00 sau mai târziu lupta s-a generalizat.
Tromp a trebuit să îl înfrunte pe Rupert și grosul navelor detașate, în timp ce la celălalt capăt al liniei De Grancey  și restul celei de-a treia divizii franceze împreună cu câteva nave aparținând diviziei lui d’Estrées însuși, în loc să atace navele din coada escadrei lui De Ruyter, s-au apropiat de primele nave din escadra lui Banckert, lăsând astfel doar vreo duzină de nave inamice pentru a fi atacate de Escadra Albastră, dar în același timp reducând numărul navelor franceze opunându-i-se lui De Ruyter la nu mai mult de 10-12 împotriva a 18 neerlandeze.
Avangarda neerlandeză nu a mai putut câștiga avantajul vântului în fața lui Rupert și s-a angajat într-o luptă în mișcare spre Nord-Est împotriva Escadrei Roșii și a avangardei speciale aliate. Timp de 2 ore Tromp a ținut piept cu 15 nave de linie celor aproape 40 aliate pe măsură ce se apropiau de bancurile aflate la Nord-Vest de insula Walcheren. La capătul liniei vice-amiralul Schram pe Pacificatie a fost ucis iar unul dintre secunzii săi, Jupiter, a fost abordată și capturată de Royal Katherine, dar abandonată pentru că părea să fie pe cale de a se scufunda. Tromp pe Gouden Leeuw s-a angajat cu Rupert pe Royal Charles și a ieșit surprinzător de întreg din duel, deoarece nava amiral engleză s-a dovedit a fi prea instabilă pentru a folosi tunurile de pe puntea inferioară din bordul de sub vânt. Locul ei a fost luat de nava franceză Conquérant care, deși a suferit multe pierderi iar căpitanul ei, Tivas, a fost ucis, a reușit să dezafecteze nava neerlandeză suficient ca Tromp să își mute steagul pe Prins te Paard.
Între timp Banckert a fost angajat în luptă de la scurtă distanță de către Escadra Albastră și de o parte a Escadrei Albe, iar De Ruyter a rămas comparativ liber. Curând după ora 15:00 De Ruyter a decis să vireze sperând să taie separat partea din spate a flotei aliate și să vină în ajutorul ariergardei.  Banckert se afla îndeajuns de aproape ca să vadă semnalele sale și să se conformeze manevrei, dar Tromp era în afara razei vizuale și a fost necesar să i se trimită un iaht pentru a-l informa despre ce se întamplă. Amiralii francezi au fost luați prin surprindere și și-au exprimat admirația pentru decizia lui De Ruyter și pentru precizia cu care a executat-o. Când d’Estrées a văzut escadra neerlandeză apropiindu-se a încercat să rămână în vânt și a reușit să treacă chiar pe lângă nava amiral a lui De Ruyter, schimbând salve de tunuri cu ea. Manevra a fost doar parțial reușită: divizia franceză din frunte și câteva nave din a doua divizie până la Reine, nava amiral a lui d’Estrées, au rămas în vânt și deși Zeven Provincien și restul navelor care au urmat-o au reușit să câștige vântul asupra restului celei de-a doua divizii franceze, atât Grancey cât și Spragge au văzut pericolul la timp și au început să vireze și ei.
Văzând că multe nave franceze i-au evitat nava, De Ruyter a remarcat Inamicul încă are respect față de Cele Șapte Provincii. Această spargere a liniei de către De Ruyter a dus la un incident demn de menționat: abordajul navei neerlandeze Deventer de către cea franceză Foudroyant. Deventer părăsise linia datorită pierderii catargului principal; Foudroyant, ca și Tonnant aflat fața sa, a fost forțat să cedeze în fața lui Zeven Provincien, dând apoi peste Deventer și abordând-o. O parte din francezi au luat cu asalt nava neerlandeză și au reușit să ocupe teuga ei, dar Gabaret, căpitanul de pe Foudroyant, nu a profitat de acest avantaj ba chiar a aruncat ancora pentru a lăsa mareea să îndepărteze inamicul.  Căpitanul neerlandez, Van Kuylenburg, a condus un contraatac iar supraviețuitorii francezi au fost împinși înapoi pe nava lor.
Banckert a virat la scurt timp după De Ruyter iar ambele escadre s-au îndreptat spre Sud-Vest, pentru a-i întâlni pe Spragge și Grancey, care reveneau atunci la babord. Spragge s-a plâns că a trebuit să treacă pe lângă ambele aceste escadre, doar Cambridge fiindu-i alături pentru a-l sprijini îndeaproape, și este posibil ca unele dintre navele sale să se fi aflat atunci sub vânt de inamic, dar sunt două lucruri care l-au împiedicat pe De Ruyter să își fructifice avantajul: nava lui Banckert, Walcheren, fusese lovită sub linia de plutire și restul escadrei sale a căzut în dezordine, în timp ce încă nu sosise nici un semn de la Tromp. Spragge a înțeles că dacă De Ruyter ajungea la capătul sudic al bazinului Escadra sa Albastră va fi prinsă în capcană între centrul și ariergarda neerlandeze. El a schimbat cursul imediat spre Sud-Vest, reușind să treacă la limită cu divizia sa la Vest de De Ruyter, dar lăsând diviziile lui Ossory și Kempthorne în urmă alături de Grancey să vireze și ele mai încet în aceiași direcție, în spatele neerlandezilor. De Ruyter a reușit astfel să dividă inamicul în patru grupuri necoordonate și ar fi putut să atace decisiv ariergarda aliată confuză având superioritate numerică și avantajul vântului. Era necesar ca Banckert să fie ajutat și apoi să se întoarcă cu ambele escadre spre Nord-Est pentru a reface contactul cu avangarda lui Tromp. Cu acest obiectiv De Ruyter a spus Să începem cu începutul: este mai bine să ajutăm prietenii decât să facem rău dușmanilor și a schimbat cursul din nou spre Nord-Est între orele 17:00 și 18:00, Banckert deschizând de această dată calea.
Cu ceva vreme înainte de această manevră, pe la ora 15:00, Rupert virase și el spre Sud-Vest, înfricoșat de adâncimile tot mai mici, urmat de Tromp puțin mai târziu. Pe la ora 18:00 Spragge a sosit în apropiere și Rupert a virat din nou spre Nord. Spragge se afla sub vânt față de inamic și Rupert în vânt, iar în această fază a luptei noua navă amiral a lui Tromp, Prins te Paard, a fost dezarborată și căpitanul ei ucis. Tromp și-a mutat din nou steagul, de această dată pe Amsterdam, cu care, alături de contra-amiralul său De Haen ce-și mutase și el steagul pe Provincie van Utrecht, a luptat o vreme împotriva lui Spragge pe Prince, Cambridge și a câtorva nave franceze. El a dezafectat complet pe Cambridge și a trimis asupra sa o navă incendiară, însă nava englezească a fost remorcată din calea navei incendiare de către o barcă de pe Glorieux iar cea de-a treia navă a lui Tromp a fost dezarborată.  La sfârșitul luptei și-a mutat steagul pe Komeetster, o navă de la Amsterdam dar care făcea parte din escadra lui Banckert. De Haen a trebuit și el să își schimbe nava, de această dată pe Wakende Kraan.
Tot pe la ora 18:00 a sosit și De Ruyter cu Banckert, zărind din nou navele neerlandeze din avangardă cu care pierduseră contactul vizual încă din timpul după-amiezii. La vederea apropierii lui De Ruyter, Tromp a strigat oamenilor săi: Uitați-l pe Bunicul! Vine să ne ajute. În schimb eu nu îl voi abandona niciodată, atât timp cât respir! , adeverindu-se în sfârșit cuvintele cu care dăduse speranță echipajelor sale timp de ore întregi până atunci.
După reunirea lui De Ruyter cu Tromp, ambele flote au virat înspre S-V în două linii, aliații fiind înspre larg. Flota neerlandeză forma o singură linie continuă într-o ordine aproape perfectă, în timp ce formațiile escadrelor aliate au rămas foarte confuze. Spragge urcase mult spre Nord pentru a-și întâlni vechiul rival, Tromp, și și-a plasat divizia între escadrele lui d’Estrées  și Rupert.  Văzând dezordinea din flota anglo-franceză și multe nave aliate care nu mai puteau continua lupta, De Ruyter a ordonat mai multor divizii să profite de multele găuri din linia inamică și să treacă prin ele. Lupta a continuat între ambele flote pe un curs spre Sud-Vest până pe la ora 22:00. Atunci inamicii s-au despărțit, odată cu lăsarea întunericului. Rupert a fost bucuros să scape sub protecția nopții având în vedere dezordinea ce domnea în flota sa. Neerlandezii s-au întors la ancorajul lor precedent; aliații au continuat spre larg și au ancorat la ora 5:00 dimineața la vreo 12-15 mile spre Vest după ce au văzut că nu sunt urmăriți. Unul dintre căpitanii lui Rupert a notat ceea ce pare să fi fost opinia generală: Acea gaură este prea mică iar nisipurile prea periculoase pentru ca noi să ne mai aventurăm din nou acolo.

## Urmările
Nicio navă, cu excepția celor incendiare, nu a fost pierdută de nici o parte, iar numărul celor îndeajuns de avariate ca să fie trimise acasă era egal (Cambridge, Resolution și Conquerant, față de Prins te Paard, Zuiderhuis și Deventer). Această din urmă navă neerlandeză a eșuat pe drum, dar a fost un accident fără legătură cu bătălia propriu zisă. Francezii au consumat 9 nave incendiare din totalul de 10 pe care le aveau, englezii 3 sau 4 iar neerlandezii 5, toate fără niciun efect.
Pierderile în ofițeri amirali au fost mari de ambele părți. Neerlandezii i-au pierdut pe Schram, vice-amiral de Noorder Quarter și secundul lui Tromp, Vlugh, contra-amiralul de Noorder Quarter, din escadra lui Banckert, și 4 căpitani, Van Bergen de pe Prins te Paard, Van Nassau de pe Provincie van Utrecht, De Boer de pe Wapen van Holland (toți din escadra lui Tromp) și Meeganck de pe fregata Damiaten. Englezii i-au pierdut pe Fowlis de pe Lion, Werden de pe Henrietta, Finch de pe York și Tempest de pe Sweepstakes (ultimii 3 din Escadra Albastră a lui Spragge). La francezi a murit doar căpitanul Tivas de pe Conquerant, în timp ce dintre comandanții navelor incendiare 6 au fost uciși iar 3 răniți. Cu mare aproximație se pot evalua pierderile umane la nu mai mult de 1.000 morți și răniți de partea aliaților și la 500 de partea neerlandezilor.
Din punct de vedere tactic neerlandezii nu au obținut o mare victorie iar din punct de vedere strategic bătălia nu a fost decisivă, însă De Ruyter a obținut un renumit succes. Împotriva unor șanse nefavorabile a reușit cel puțin să rămână pe poziție, a respins atacul inamic, a cauzat cel puțin la fel de multe daune decât a primit și a amânat orice debarcare ostilă pe coasta Olandei. În plus, poziția sa strategică după bătălie a fost mai bună, căci pierderile suferite au fost reparate rapid în apele metropolitane pe când aliații se aflau la o distanță considerabilă de baze iar vântul dinspre Est s-a adăugat dificultăților lor.
În timpul nopții De Ruyter a reparat daunele navelor sale iar în dimineața următoare era gata de atac, însă înrăutățirea vremii l-a împiedicat să reia lupta. Condițiile nefavorabile au continuat până la 14 iunie, atunci când flota neerlandeză a preluat inițiativa și în A doua Bătălie de la Schooneveld a reușit să gonească flota inamică înapoi pe coasta engleză.

## Flota aliată anglo-franceză[2]
A fost compusă din 76 nave de linie, 10 fregate (86 nave de război) cu 4.814 tunuri și 29.455 oameni, 10 nave incendiare, 2 bărci lungi, 4 nave spital  și alte nave mici (~120 nave in total)
| ESCADRA ROȘIE (ENGLEZĂ) (Prințul Rupert) (navele în linia de bătaie) 26 nave de linie, 4 nave incendiare, 2 nave-spital cu 1.744 tunuri si 10.505 oameni | ESCADRA ROȘIE (ENGLEZĂ) (Prințul Rupert) (navele în linia de bătaie) 26 nave de linie, 4 nave incendiare, 2 nave-spital cu 1.744 tunuri si 10.505 oameni | ESCADRA ROȘIE (ENGLEZĂ) (Prințul Rupert) (navele în linia de bătaie) 26 nave de linie, 4 nave incendiare, 2 nave-spital cu 1.744 tunuri si 10.505 oameni | ESCADRA ROȘIE (ENGLEZĂ) (Prințul Rupert) (navele în linia de bătaie) 26 nave de linie, 4 nave incendiare, 2 nave-spital cu 1.744 tunuri si 10.505 oameni | ESCADRA ROȘIE (ENGLEZĂ) (Prințul Rupert) (navele în linia de bătaie) 26 nave de linie, 4 nave incendiare, 2 nave-spital cu 1.744 tunuri si 10.505 oameni |
| --- | --- | --- | --- | --- |
| Rang | Navă | Tunuri | Echipaj | Căpitan |
| Avangarda (John Harman) | | | | |
| 4 | Stavoren | 48 | 230 | John Keene |
| 2 | Triumph | 72 | 460 | William Davies |
| 4 | Happy Return | 54 | 280 | John Stainsby |
| 3 | Warspite | 70 | 420 | Richard White |
| 1 | London | 96 | 730 | Vice-amiralul Sir John Harman (1625-1673), căpitan William Holden                                                                                        |
| 3 | Resolution | 70 | 420 | John Berry |
| 2 | French Ruby | 80 | 460 | Thomas Room Coyle |
| 3 | Anne | 58 | 340 | Thomas Elliott |
| 4 | Constant Warwick | 42 | 180 | Joseph Harris |
| Centrul (Prințul Rupert) | | | | |
| 3 | Lion | 62 | 355 | Thomas Foulis (sau Fowlis)† |
| 4 | Princess | 54 | 280 | Robert Stout |
| 3 | Rupert | 66 | 400 | Sir John Holmes |
| 1 | Royal Charles | 100 | 780 | Amiralul Prințul Rupert (1619-1682) primi căpitani Richard Haddock & Richard Dickenson căpitan secund Anthony Young, prim locotenent Thomas Mayo         |
| 5 | Edgar | 72 | 445 | Sir William Reeves |
| 4 | Crown | 48 | 230 | Richard Sadlington |
| 2 | Henry | 82 | 530 | John Wetwang |
| 3 | Gloucester | 62 | 340 | William Coleman |
| 2 | Royal Katherine | 100 | 600 | George Legge |
| 2 | Old James | 70 | 460 | James Storey |
| Ariergarda (John Chicheley) | | | | |
| 4 | Yarmouth | 54 | 280 | Henry Clarke |
| 3 | Revenge | 62 | 355 | John Ernley |
| 4 | Newcastle | 54 | 280 | Anthony Langstone |
| 1 | Charles | 96 | 710 | Contra-amiralul Sir John Chicheley (c1640-1691) |
| 4 | Assurance | 42 | 180 | Ralph Lassells |
| 2 | Victory | 82 | 530 | Sir William Jennings or Jennens |
| 4 | Mary Rose | 48 | 230 | Thomas Hamilton |
| Nave auxiliare aflate în spatele liniei | | | | |
| | Jason | 4 | ? | Francis Turner (navă incendiară) |
| | Supply | 6 | ? | Henry Williams (navă incendiară) |
| | Society | 6 | ? | Robert Washbourn (navă incendiară) |
| | Katherine | ? | ? | John Votier (navă incendiară) |
| | John’s Advice | ? | ? | (navă-spital) |
| | Katherine | ? | ? | (nav-spital) |

| ESCADRA ALBĂ (FRANCEZĂ) (Jean d’Estrées) (navele în linia de bătaie) 27 nave de linie, 4 fregate ușoare, 10 nave incendiare, 2 bărci lungi cu 1.620 tunuri si 10.320 oameni | ESCADRA ALBĂ (FRANCEZĂ) (Jean d’Estrées) (navele în linia de bătaie) 27 nave de linie, 4 fregate ușoare, 10 nave incendiare, 2 bărci lungi cu 1.620 tunuri si 10.320 oameni | ESCADRA ALBĂ (FRANCEZĂ) (Jean d’Estrées) (navele în linia de bătaie) 27 nave de linie, 4 fregate ușoare, 10 nave incendiare, 2 bărci lungi cu 1.620 tunuri si 10.320 oameni | ESCADRA ALBĂ (FRANCEZĂ) (Jean d’Estrées) (navele în linia de bătaie) 27 nave de linie, 4 fregate ușoare, 10 nave incendiare, 2 bărci lungi cu 1.620 tunuri si 10.320 oameni | ESCADRA ALBĂ (FRANCEZĂ) (Jean d’Estrées) (navele în linia de bătaie) 27 nave de linie, 4 fregate ușoare, 10 nave incendiare, 2 bărci lungi cu 1.620 tunuri si 10.320 oameni |
| --- | --- | --- | --- | --- |
| Rang | Navă | Tunuri | Echipaj | Căpitan |
| Avangarda (Hector des Ardens) | | | | |
| 3 | Oriflamme | 50 | 300 | Chevalier François de Bethune |
| 3 | Sage | 50 | 300 | Joseph Le Fevre de La Barre |
| 3 | Temeraire | 52 | 325 | Chevalier Louis d’Infreville de St.-Aubin |
| 3 | Aquilon | 50 | 300 | Louis Gabaret |
| 2 | Conquérant | 70 | 450 | Charles de Beaulie de Thivas †, secund Chevalier André de Nesmond |
| 2 | Terrible | 70 | 450 | Contra-amiralul Marquis Hector des Ardens (1620-1675) |
| 2 | Sans Pareil | 64 | 420 | Chevalier Anne Hilaruion de Tourville |
| 3 | Precieux | 52 | 325 | François Pannetier |
| | Gaillarde | 20 | 150 | Des Lizines (fregată) |
| | Serpent | 24 | 35 | Saint-Michel (navă incendiară) |
| | Inconnu | 24 | 30 | Rocuchon † (navă incendiară) |
| | Imprudent | ? | ? | Desgrois (navă incendiară) |
| Centrul (Jean d’Estrées) | | | | |
| 3 | Vaillant | 52 | 325 | Comte de Sourdis |
| 3 | Aimable | 52 | 330 | Chevalier de Sebeville |
| 2 | Fier | 58 | 370 | Chevalier Claude d’Hailly |
| 2 | Glorieux | 64 | 420 | Chevalier Jean Baptiste de Valbelle |
| 2 | Foudroyant | 70 | 450 | Jean Gabaret |
| 1 | Reine | 104 | 800 | Vice-amiralul Jean Comte d’Estrées (1624-1707), căpitan Chevalier Jacques de Cuers de Cogolin                                                                               |
| 2 | Tonnant | 64 | 420 | Marquis Raimond de Preuilly d’Humières |
| 2 | Invincible | 70 | 420 | Chevalier d’Estivalle †, căpitan Chevalier d’Amblimont, secund Chevalier Alain Emmanuel de Coëtlogon                                                                        |
| 3 | Apollon | 50 | 300 | Joseph Andrault Marquis de Langeron |
| 2 | Excellent | 60 | 370 | Pierre de Magnou (sau du Magnon) |
| | Subtile | 12 | 50 | (fregată) |
| | Lutrine | 12 | 50 | (fregată) |
| | Deguisé | 24 | 30 | Ozée-Thomas † (navă incendiară) |
| | Perilleux | 24 | 30 | Chaboisseau le Jeaune (navă incendiară) |
| | Trompeur | 10 | 30 | Du Rivau † (navă incendiară) |
| | Voilé | 24 | 35 | Chaboisseau l’Aine (navă incendiară) |
| Ariergarda (François de Graney) | | | | |
| 2 | Grand | 70 | 420 | Job Forant, secund Chevalier de Verdilles |
| 3 | Duc | 50 | 300 | Chevalier Pierre Le Bret de Flacourt |
| 2 | Illustre | 70 | 420 | Auguste Jérôme de Beaulieu |
| 2 | Orgueilleux | 70 | 450 | Contra-amiralul Marquis François Medavy Rouxuel de Grancey (1628/1635-1679), căpitan De Belle-Isle-Erard                                                                    |
| 2 | Fortuné | 60 | 370 | Comte Charles de La Roche-Courbon-Blenac, secund Marquis Phillipe de Villette-Mursay                                                                                        |
| 3 | Maure | 48 | 360 | Marquis François d’Amfreville |
| 3 | Bourbon | 48 | 300 | Treillebois de la Vigerie |
| 3 | Bon | 52 | 325 | Pierre de Cou |
| | Friponne | 36 | 200 | Chevalier de Sourdis |
| | Fanfaron | 10 | 50 | Vidault (navă incendiară) |
| | Hasardeux | 24 | 30 | Serpault† (navă incendiară) |
| | Entendu | 24 | 35 | Guilotin (navă incendiară) |
| | Ville de Rouen | 24 | 36 | (navă incendiară) - consumată |

| ESCADRA ALBASTRĂ (ENGLEZĂ) (Edward Spragge) (navele în linia de bătaie) 23 nave de linie, 6 nave incendiare cu 1.450 tunuri și 8630 oameni | ESCADRA ALBASTRĂ (ENGLEZĂ) (Edward Spragge) (navele în linia de bătaie) 23 nave de linie, 6 nave incendiare cu 1.450 tunuri și 8630 oameni | ESCADRA ALBASTRĂ (ENGLEZĂ) (Edward Spragge) (navele în linia de bătaie) 23 nave de linie, 6 nave incendiare cu 1.450 tunuri și 8630 oameni | ESCADRA ALBASTRĂ (ENGLEZĂ) (Edward Spragge) (navele în linia de bătaie) 23 nave de linie, 6 nave incendiare cu 1.450 tunuri și 8630 oameni | ESCADRA ALBASTRĂ (ENGLEZĂ) (Edward Spragge) (navele în linia de bătaie) 23 nave de linie, 6 nave incendiare cu 1.450 tunuri și 8630 oameni |
| --- | --- | --- | --- | --- |
| Rang | Navă | Tunuri | Echipaj | Căpitan |
| Avangarda (Thomas Ossory) | | | | |
| 2 | Rainbow | 64 | 410 | Mark Harrison |
| 4 | Foresight | 48 | 230 | Richard James |
| 4 | Greenwich | 54 | 280 | Thomas Bridgeman |
| 1 | Saint Michael | 90 | 700 | Contra-amiralul Sir Thomas Butler Earl of Ossory (1634-1680), căpitan Thomas Guy                                                           |
| 4 | Sweepstakes | 42 | 180 | John Tempest † |
| 3 | York | 60 | 340 | William Finch † |
| 4 | Hampshire | 46 | 220 | Richard Griffith |
| Centrul (Edward Spragge) | | | | |
| 3 | Dunkirk | 60 | 340 | Francis Courtney |
| 1 | Royal Sovereign | 100 | 815 | John Hayward, locotenent Anthony Young |
| 4 | Advice | 48 | 230 | Dominick Nugent |
| 3 | Cambridge | 70 | 420 | Arthur Herbert |
| 1 | Royal Prince | 100 | 780 | Amiralul Sir Edward Spragge (c1629-1673), căpitan Thomas Fowler                                                                            |
| 3 | Henrietta | 62 | 355 | Robert Werden † |
| 2 | Saint George | 70 | 360 | Thomas Daroy |
| 3 | Dreadnought | 62 | 355 | Richard Trevanion |
| 5 | Guernsey | ? | ? | Thomas Harman |
| Ariergarda (John Kempthorne) | | | | |
| 4 | Bonaventure | 48 | 230 | Henry Killigrew |
| 3 | Mary | 64 | 365 | Sir Roger Strickland |
| 4 | Falcon | 42 | 180 | Thomas Andrews |
| 1 | Saint Andrew | 96 | 730 | Vice-amiralul Sir John Kempthorne (1620-1679)                                                                                              |
| 3 | Monk | 60 | 340 | Bernard Ludman |
| 4 | Ruby | 48 | 230 | Stephen Pyend |
| 2 | Unicorn | 68 | 410 | John Rogers |
| 4 | Diamond | 48 | 230 | George Canning |
| Alte nave auxiliare aflate în spatele liniei                                                                                               | | | | |
| | Providence | 6 | ? | William Andrews (navă incendiară) – folosită                                                                                               |
| | Rachel | 6 | 30 | John Kelsey (navă incendiară) – folosită                                                                                                   |
| | Samuel & Anne | 6 | ? | Richard Haddock (navă incendiară) – folosită                                                                                               |
| | Truelove | 2 | ? | (navă incendiară) |
| | Welcome | 6 | 40 | Abraham Goodheart (navă incendiară) |
| | Robert | 4 | ? | (navă incendiară) |

## Flota Neerlandeză
52 nave de linie, 14 fregate (66 nave de război), 23 nave incendiare, 14 iahturi, 5 galiote și alte nave mici cu 3.738 tunuri și 17.559 oameni (110 nave in total) 
| A DOUA ESCADRĂ (AVANGARDA) (Cornelis Tromp) (nu se cunoaște ordinea exactă a navelor în linia de bătaie) 17 nave de linie și 5 fregate cu 1.217 tunuri și 5.656 oameni, 9 nave incendiare, 5 iahturi, 2 galiote | A DOUA ESCADRĂ (AVANGARDA) (Cornelis Tromp) (nu se cunoaște ordinea exactă a navelor în linia de bătaie) 17 nave de linie și 5 fregate cu 1.217 tunuri și 5.656 oameni, 9 nave incendiare, 5 iahturi, 2 galiote | A DOUA ESCADRĂ (AVANGARDA) (Cornelis Tromp) (nu se cunoaște ordinea exactă a navelor în linia de bătaie) 17 nave de linie și 5 fregate cu 1.217 tunuri și 5.656 oameni, 9 nave incendiare, 5 iahturi, 2 galiote | A DOUA ESCADRĂ (AVANGARDA) (Cornelis Tromp) (nu se cunoaște ordinea exactă a navelor în linia de bătaie) 17 nave de linie și 5 fregate cu 1.217 tunuri și 5.656 oameni, 9 nave incendiare, 5 iahturi, 2 galiote | A DOUA ESCADRĂ (AVANGARDA) (Cornelis Tromp) (nu se cunoaște ordinea exactă a navelor în linia de bătaie) 17 nave de linie și 5 fregate cu 1.217 tunuri și 5.656 oameni, 9 nave incendiare, 5 iahturi, 2 galiote |
| --- | --- | --- | --- | --- |
| Amiralitate | Navă | Tunuri | Echipaj | Căpitan |
| Amsterdam | Gouden Leeuw | 82 | 500 | Locotenentul-amiral Cornelis Tromp (1629-1691), căpitan Thomas Tobiaszoon, secund Cornelis van den Heuvel |
| Noorderkwartier | Pacificatie | 80 | 340 | Vice-amiralul Volkert Schram (1620-1673†) |
| Amsterdam | Hollandia | 80 | 440 | Contra-amiralul Jan de Haen (1620-1676) |
| Amsterdam | Agatha | 50 | 245 | Pieter de Sitter |
| Amsterdam | Amsterdam | 60 | 280 | Cornelis van der Zaan (a treia navă a lui Tromp) |
| Amsterdam | Callantsoog | 70 | 285 | Volkert Hendricsz Swart |
| Amsterdam | Geloof | 56 | 280 | Cornelis Tijloos |
| Amsterdam | Prins te Paard | 54 | 245 | Jacob van Bergen † (a doua navă a lui Tromp) |
| Amsterdam | Provincie Utrecht | 60 | 280 | Hendrik Titus Graaf van Nassau (a doua navă a lui De Haen) |
| Amsterdam | Wakende Kraan | 44 | 200 | Pieter Klaasz Dekker (a treia navă a lui De Haen) |
| Amsterdam | Zeelandia | 44 | 200 | Daniel Elsevier |
| Amsterdam | Zuiderhuis | 48 | 200 | Isaak Uiterwijk |
| Rotterdam | Delft | 62 | 325 | Philips van Almonde |
| Rotterdam | Schieland | 60 | 285 | Adriaan Poort |
| Rotterdam | Wassenaer | 60 | 285 | Barent Rees |
| Noorderkwartier | Jupiter | 42 | 200 | Pieter Bakker |
| Noorderkwartier | Wapen van Holland | 46 | 200 | Cornelis Jacobsz de Boer †, prim locotenent Matthijs Dirkszoon Pijl |
| Fregate | | | | |
| Amsterdam | Bommel | 24 | 100 | Jan Bogaart |
| Amsterdam | Haas | 24 | 100 | Hans Hartwich |
| Amsterdam | Middelburg | 36 | 135 | Henk Span |
| Amsterdam | Oudkarspel | 34 | 130 | Jan de Jong |
| Amsterdam | Popkensburg | 24 | 100 | Jan Noirot |
| Iahturi | | | | |
| Amsterdam | Egmond | 10 | 34 | Jan Kramer |
| Amsterdam | Mercurius | 12 | 34 | Huibert Geel |
| Amsterdam | Triton | 10 | 34 | Klaas Portugaal |
| Zeeland | Bruinvis | 6 | ? | Jan Poot |
| Zeeland | Hazewindt | 7 | 25 | Tobias Adriaansz |
| Nave incendiare | | | | |
| Amsterdam | Draak | 4 | 22 | Willem Willemsz |
| Amsterdam | Jakob en Anna | 4 | 22 | Jan Boogaart (sau Boomgaart) |
| Amsterdam | Leidster | 4 | 22 | Pieter van Grootveldt |
| Amsterdam | Salm | 4 | 22 | Cornelis Jelmertsz Kok |
| Amsterdam | Velsen | 4 | 24 | Hendrik Roseus |
| Amsterdam | Vergulde Post | 4 | 22 | Cornelis Boermans |
| Amsterdam | Vrede | 4 | 22 | Dirk Klaasz Harney |
| Amsterdam | Wapen van Emmerik | 4 | 22 | Jan van Kampen |
| Noorderkwartier | Vis | ? | ? | Harmen Dircksz de Boer |
| Galiote | | | | |
| Amsterdam | Jonge Prins | ? | ? | Dirk Turk |
| Amsterdam | Sint Pieter | ? | ? | Dirk Piet van den Velde |

| PRIMA ESCADRĂ (CENTRUL) (Aert van Nes & Michiel de Ruyter) (nu se cunoaște ordinea exactă a navelor în linia de bătaie) 18 nave de linie și 4 fregate cu 1.281 tunuri și 6.276 oameni, 8 nave incendiare, 4 iahturi, 3 galiote | PRIMA ESCADRĂ (CENTRUL) (Aert van Nes & Michiel de Ruyter) (nu se cunoaște ordinea exactă a navelor în linia de bătaie) 18 nave de linie și 4 fregate cu 1.281 tunuri și 6.276 oameni, 8 nave incendiare, 4 iahturi, 3 galiote | PRIMA ESCADRĂ (CENTRUL) (Aert van Nes & Michiel de Ruyter) (nu se cunoaște ordinea exactă a navelor în linia de bătaie) 18 nave de linie și 4 fregate cu 1.281 tunuri și 6.276 oameni, 8 nave incendiare, 4 iahturi, 3 galiote | PRIMA ESCADRĂ (CENTRUL) (Aert van Nes & Michiel de Ruyter) (nu se cunoaște ordinea exactă a navelor în linia de bătaie) 18 nave de linie și 4 fregate cu 1.281 tunuri și 6.276 oameni, 8 nave incendiare, 4 iahturi, 3 galiote | PRIMA ESCADRĂ (CENTRUL) (Aert van Nes & Michiel de Ruyter) (nu se cunoaște ordinea exactă a navelor în linia de bătaie) 18 nave de linie și 4 fregate cu 1.281 tunuri și 6.276 oameni, 8 nave incendiare, 4 iahturi, 3 galiote |
| --- | --- | --- | --- | --- |
| Amiralitate | Navă | Tunuri | Echipaj | Căpitan |
| Rotterdam | Zeven Provincien | 80 | 530 | Locotenentul-amiral-general Michiel Adriaansz de Ruyter (1607-1676), căpitani Jan Willemsz van Nijmegen & Pieter de Liefde |
| Rotterdam | Eendracht | 72 | 420 | Locotenentul-amiral Aert Janssen van Nes (1626-1693) |
| Rotterdam | Vrijheid | 80 | 510 | Vice-amiralul Jan Evertsz de Liefde (1619-1673) |
| Rotterdam | Maagd van Dordrecht | 68 | 400 | Contra-amiralul Jan Jansse van Nes (1631-1680), căpitan Gerard Callenburgh |
| Rotterdam | Dordrecht | 44 | 175 | Frans van Nijdek |
| Rotterdam | Gelderland | 63 | 345 | Cornelis de Liefde |
| Rotterdam | Zeelandia | 42 | 170 | Simon van Panhuis |
| Amsterdam | Beschermer | 50 | 245 | David Swerius |
| Amsterdam | Deventer | 66 | 310 | Willem van Kuylenburg† – eșuată după bătălie |
| Amsterdam | Essen | 50 | 245 | Philips de Munnik |
| Amsterdam | Spiegel | 70 | 350 | comandor Jacob van Meeuwen (sosit în timpul luptei) |
| Amsterdam | Stad Utrecht | 66 | 310 | Jan Davids Bont |
| Amsterdam | Steenbergen | 70 | 340 | Jan van Gelder |
| Amsterdam | Waasdorp | 68 | 338 | Engel de Ruyter |
| Noorderkwartier | Caleb | 46 | 220 | Klaas Pietersz Wijnbergen |
| Noorderkwartier | Jonge Prins | 64 | 300 | Klaas Valehen |
| Noorderkwartier | Wapen van Alkmaar | 64 | 260 | Jan Krook |
| Noorderkwartier | Wapen van Medemblik | 44 | 200 | Hendrik Visscher |
| Fregate | | | | |
| Amsterdam | Damiaten | 32 | 110 | Mattheus Meegank † |
| Amsterdam | Edam | 36 | 113 | Willem van Ewijk |
| Rotterdam | Schiedam | 24 | 90 | Cornelis van der Hoeven |
| Rotterdam | Wapen van Utrecht | 34 | 160 | Jan Snellen |
| Iahturi | | | | |
| Amsterdam | Kater | 10 | 34 | Abraham Taalman |
| Amsterdam | Eenhoorn | 10 | 34 | Gerrit Koot |
| Zeeland | Jonge Maria | 10 | ? | Arnout Leunissen |
| Zeeland | Tonijn | 6 | ? | Pieter de Moor |
| Nave incendiare | | | | |
| Amsterdam | Salamander | 4 | 22 | Jan Jansz Bout |
| Amsterdam | Sayer | 4 | 19 | Wijbrant Barentsz |
| Rotterdam | Blakmoor | ? | 18 | Abraham van Kooperen |
| Rotterdam | Eenhoorn | ? | ? | Willem de Raves |
| Rotterdam | Jisper Kerk | ? | ? | Lens Harmensz |
| Rotterdam | Louise | 4 | ? | Jan Danielsz van den Rijn |
| Rotterdam | Maria | ? | ? | Dirk de Munnik |
| Rotterdam | Sint Pieter | ? | 18 | Gerrit Halfkraag |
| Galiote | | | | |
| Amsterdam | Lootzer | ? | ? | Jan Cornelisz van Petten |
| Amsterdam | Sint Maria | ? | ? | Teunis Jacobsz Duit |
| Amsterdam | Visscher | ? | ? | Jelle Albertsz |

| A TREIA ESCADRĂ (ARIERGARDA) (Adriaen Banckert) (nu se cunoaște ordinea exactă a navelor în linia de bătaie) 17 nave de linie și 5 fregate cu 1.240 tunuri și 5.627 oameni, 6 nave incendiare, 5 iahturi | A TREIA ESCADRĂ (ARIERGARDA) (Adriaen Banckert) (nu se cunoaște ordinea exactă a navelor în linia de bătaie) 17 nave de linie și 5 fregate cu 1.240 tunuri și 5.627 oameni, 6 nave incendiare, 5 iahturi | A TREIA ESCADRĂ (ARIERGARDA) (Adriaen Banckert) (nu se cunoaște ordinea exactă a navelor în linia de bătaie) 17 nave de linie și 5 fregate cu 1.240 tunuri și 5.627 oameni, 6 nave incendiare, 5 iahturi | A TREIA ESCADRĂ (ARIERGARDA) (Adriaen Banckert) (nu se cunoaște ordinea exactă a navelor în linia de bătaie) 17 nave de linie și 5 fregate cu 1.240 tunuri și 5.627 oameni, 6 nave incendiare, 5 iahturi | A TREIA ESCADRĂ (ARIERGARDA) (Adriaen Banckert) (nu se cunoaște ordinea exactă a navelor în linia de bătaie) 17 nave de linie și 5 fregate cu 1.240 tunuri și 5.627 oameni, 6 nave incendiare, 5 iahturi |
| --- | --- | --- | --- | --- |
| Amiralitate | Navă | Tunuri | Echipaj | Căpitan |
| Zeeland | Walcheren | 70 | 420 | Locotenentul-amiral Adriaen van Trappen Banckert (1620-1684) |
| Zeeland | Zierikzee | 60 | 320 | Vice-amiralul Cornelis Evertsen de Jonge (1628-1679) |
| Noorderkwartier | Wapen van Enkhuizen | 72 | 336 | Contra-amiralul David Vlugh (1611-1673†) |
| Zeeland | Domburg | 60 | 300 | Karel van der Putten |
| Zeeland | Veere | 48 | 225 | Dirk Kiela |
| Rotterdam | Riddeschap van Holland | 65 | 345 | Eland du Bois |
| Amsterdam | Akerboom | 62 | 280 | Jacob Teding van Berkhout |
| Amsterdam | Gideon | 62 | 280 | Barent Hals |
| Amsterdam | Huis Tijdverdrijf | 56 | 245 | Gilles Schey |
| Amsterdam | Komeetstar | 70 | 340 | Pieter van Middelland (a patra navă a lui Tromp) |
| Amsterdam | Gouden Leeuwen | 50 | 245 | Jan Gijsels van Lier |
| Noorderkwartier | Eenhoorn | 70 | 319 | Jan Janszoon Dick |
| Noorderkwartier | Gelderland | 60 | 240 | Maarten de Boer |
| Noorderkwartier | Justina van Nassau | 65 | 280 | Jan Muijs |
| Noorderkwartier | Noorderkwartier | 60 | 254 | Jacob Roos |
| Noorderkwartier | Wapen van Nassau | 58 | 230 | Pieter Kersseboom |
| Noorderkwartier | Westfriesland | 78 | 330 | Jan Hek |
| Fregate | | | | |
| Zeeland | Delft | 34 | ? | Adriaen Banckert de Jonge |
| Zeeland | Goes | 34 | 142 | Barent Martensz |
| Rotterdam | Brak | 22 | 100 | Roemer Vlak |
| Rotterdam | Harderwijk | 24 | 100 | Mozes Wichmans |
| Amsterdam | Nieuw Rotterdam | 30 | 145 | Jacob Pietersz Swart |
| Iahturi | | | | |
| Zeeland | Goes | 8 | 25 | David van Geersdaale |
| Zeeland | Lapmand | 8 | 25 | Daniel Scuye |
| Zeeland | Parel | 8 | ? | Teunis Post |
| Noorderkwartier | Christina Leonora | 2 | 16 | Pieter Bokkes |
| Noorderkwartier | Witte Mol | ? | 17 | Hendrik Munt |
| Nave incendiare | | | | |
| Amsterdam | Berg Etna | ? | 22 | Karel de Bruin |
| Amsterdam | Kasteel van Loon | ? | 22 | Pieter Hendriksz Pop |
| Zeeland | De Burg | 2 | 18 | Huibrecht Wolffertsz |
| Zeeland | Dadelboom | 2 | ? | Reinier Dircksz |
| Zeeland | Samson | ? | 12 | Lieven Zacharias |
| Zeeland | St Catharina | ? | ? | Frederick van Konvent |